# Comuna de Świnna
Świnna (polaco: Gmina Świnna) é uma gminy (comuna) na Polónia, na voivodia de Santa Cruz e no condado de Żywiecki. A sede do condado é a cidade de Świnna.
De acordo com os censos de 2004, a comuna tem 7858 habitantes, com uma densidade 199,4 hab/km².

## Área
Estende-se por uma área de 39,4 km², incluindo:
- área agrícola: 54%
- área florestal: 38%

## Demografia
Dados de 30 de Junho 2004:
|                      | Total   | Total | Mulheres | Mulheres | Homens  | Homens |
| -------------------- | ------- | ----- | -------- | -------- | ------- | ------ |
|                      | pessoas | %     | pessoas  | %        | pessoas | %      |
| População            | 7858    | 100   | 4022     | 51,2     | 3836    | 48,8   |
| Densidade (pop./km²) | 199,4   | 100   | 102,1    | 102,1    | 97,4    | 97,4   |

De acordo com dados de 2002, o rendimento médio per capita ascendia a 1254,32 zł.

## Subdivisões
- Świnna
- Trzebinia
- Pewel Mała
- Pewel Ślemieńska
- Przyłęków
- Rychwałdek

## Comunas vizinhas
- Gilowice, Jeleśnia, Radziechowy-Wieprz, Ślemień, Żywiec